# Zífid cap d'olla boreal

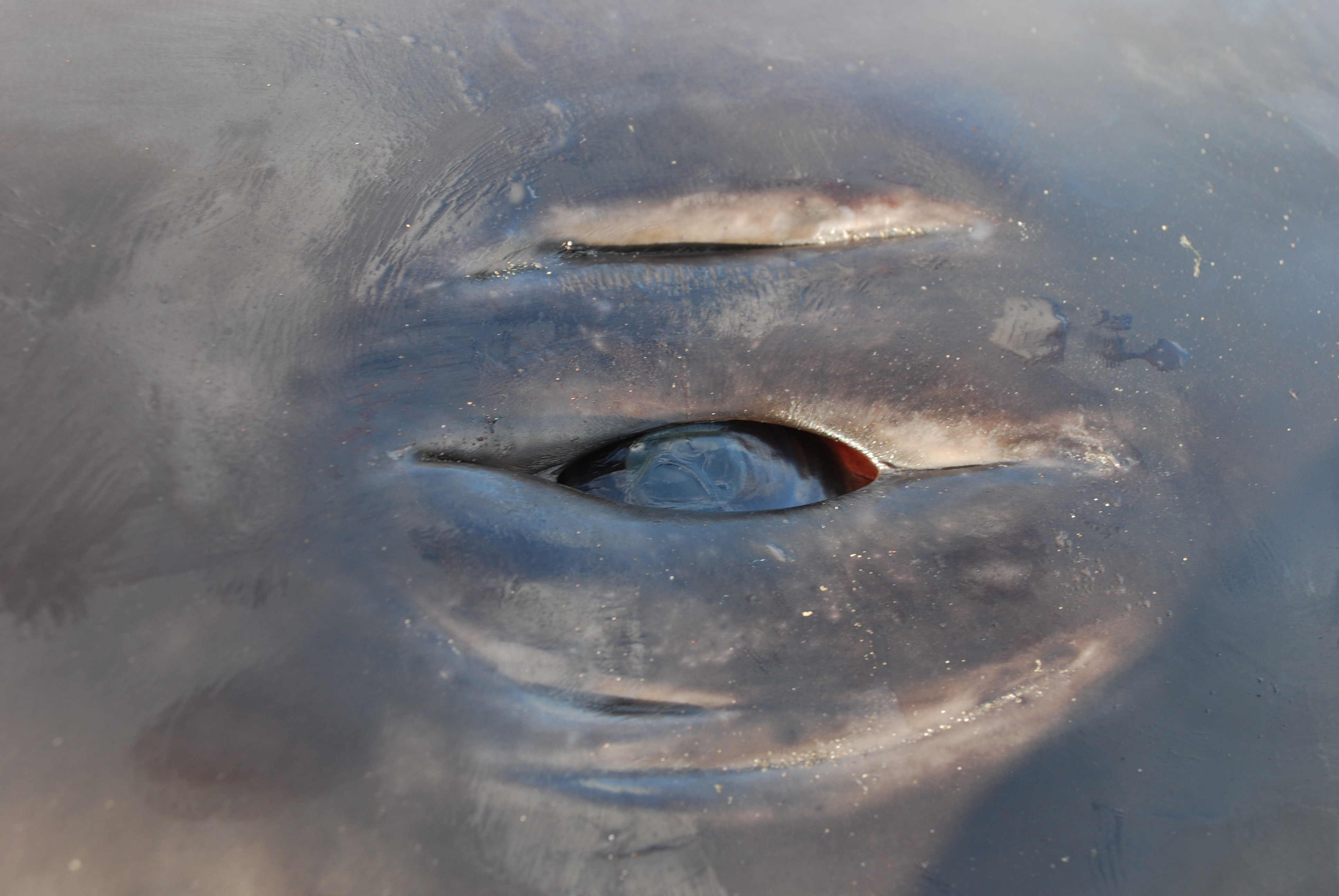
Ull

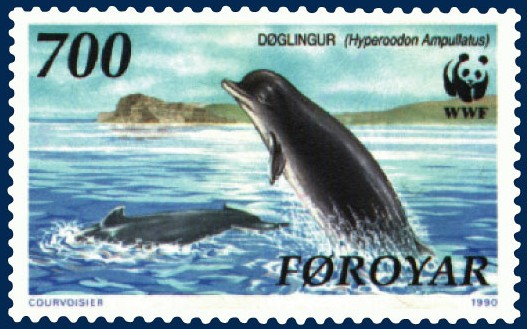
Segell de les illes Fèroe de l'any 1990

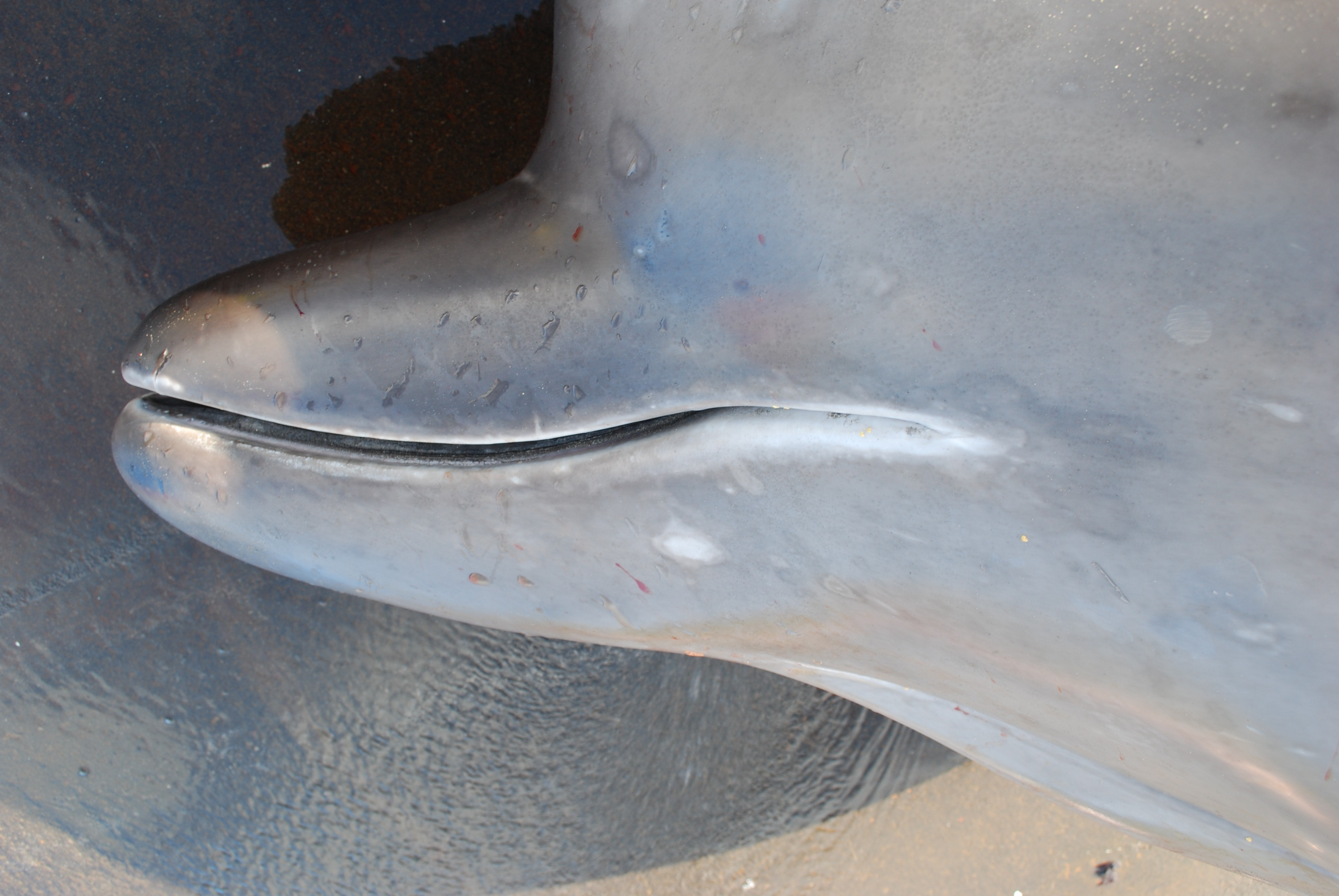
Boca d'un exemplar trobat a les illes Fèroe.

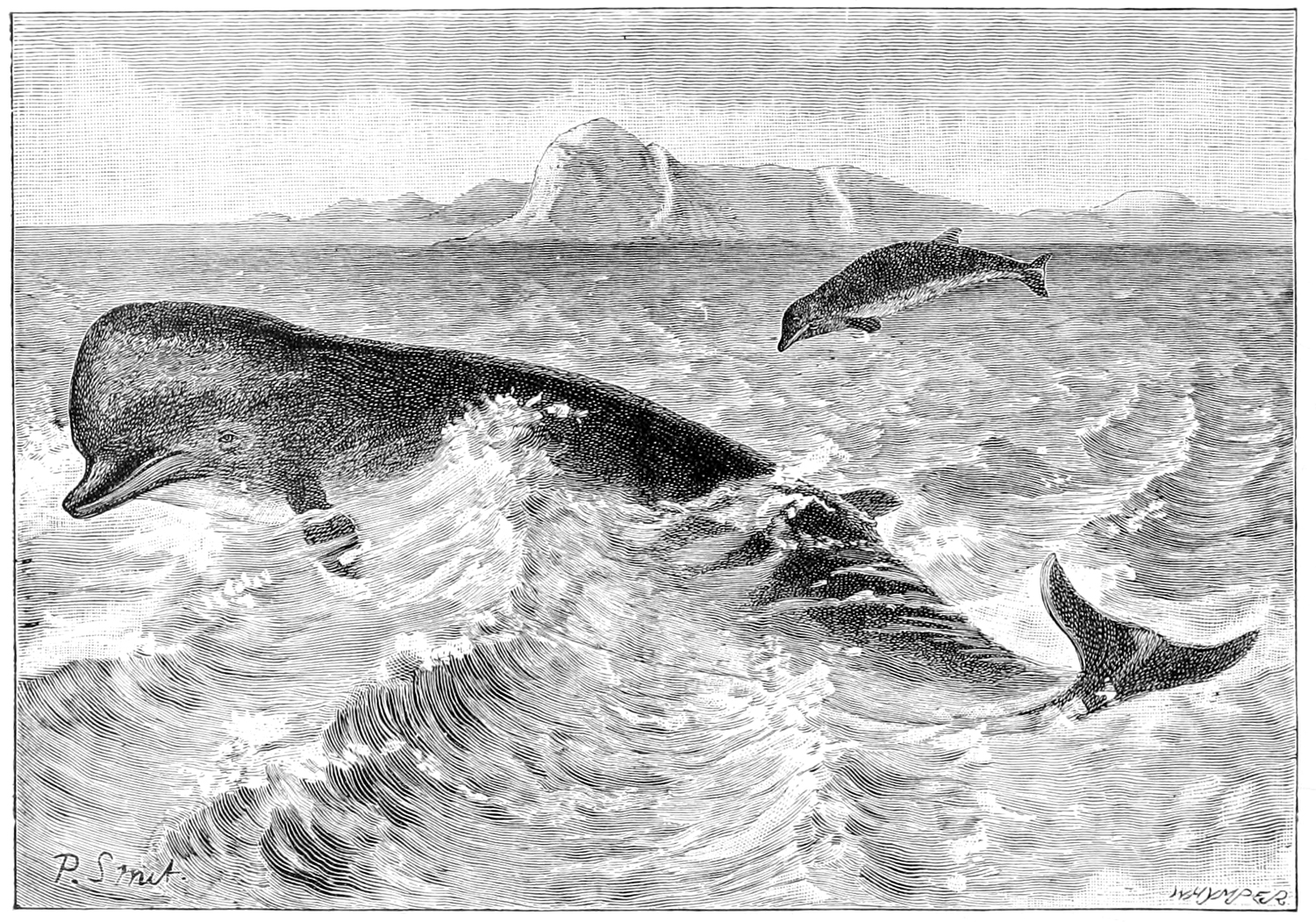
Il·lustració del 1893

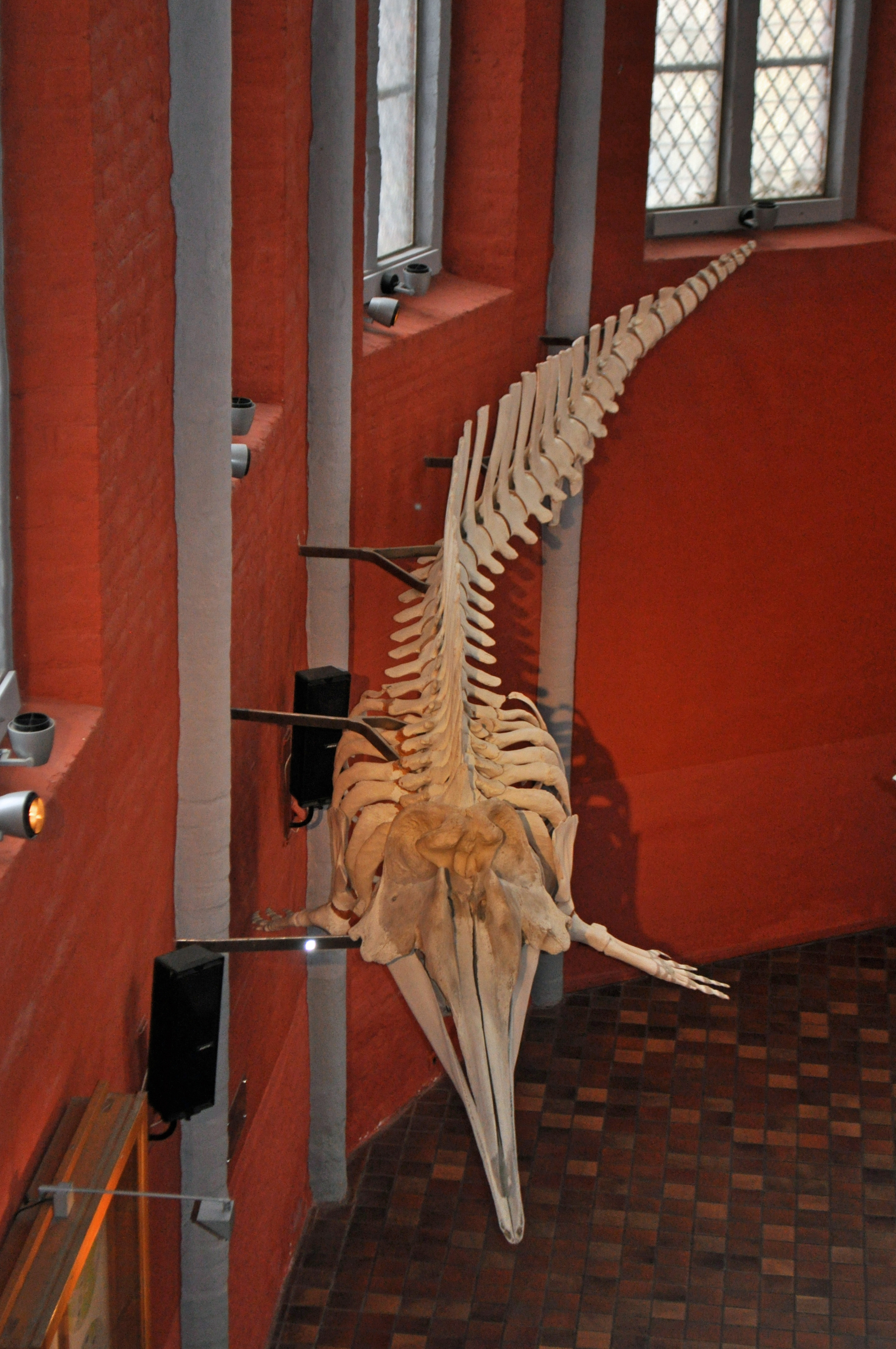
Esquelet

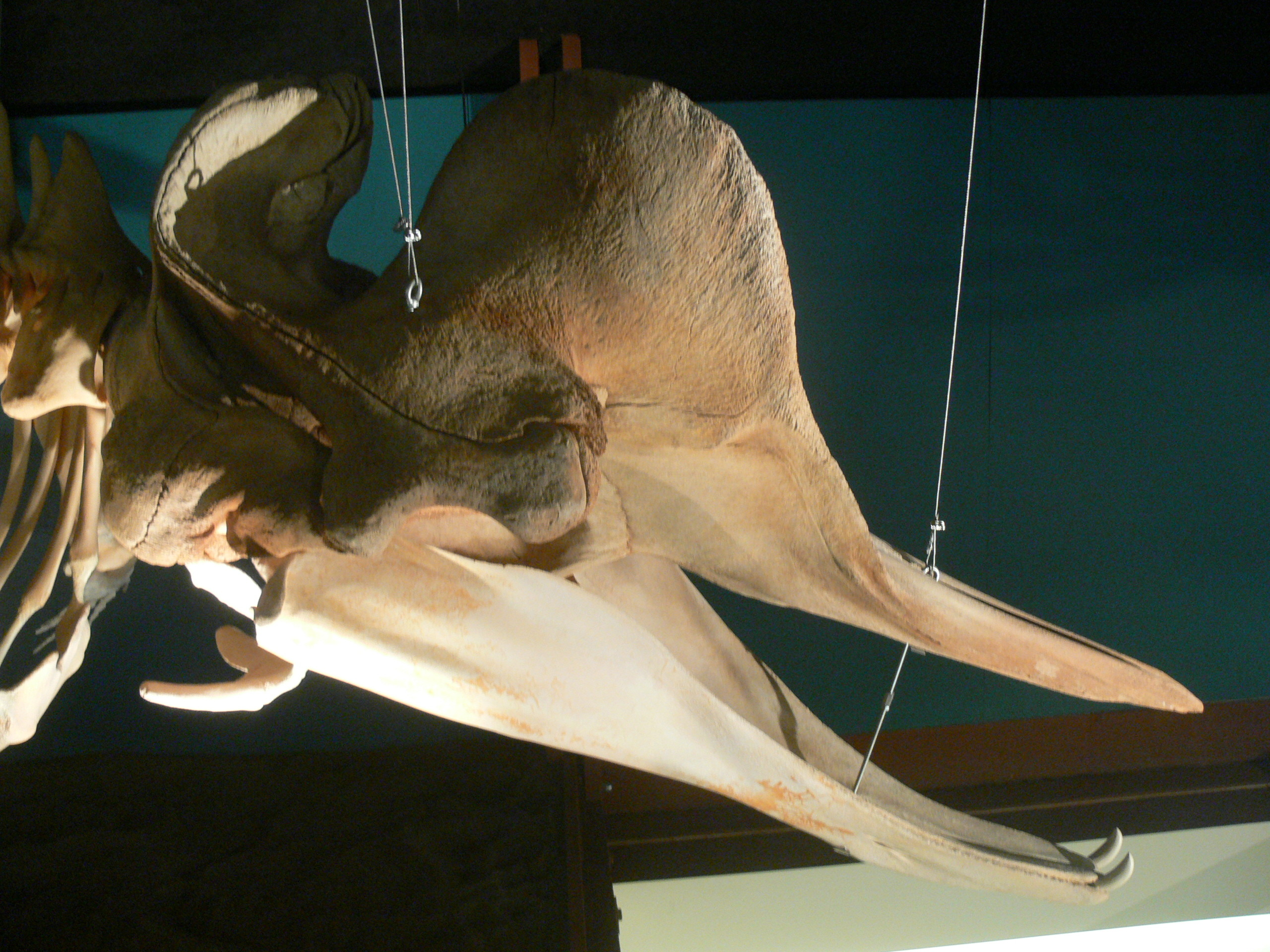
Crani d'un exemplar trobat el 1996 a Islàndia i dipositat al Museu Balener de Húsavík

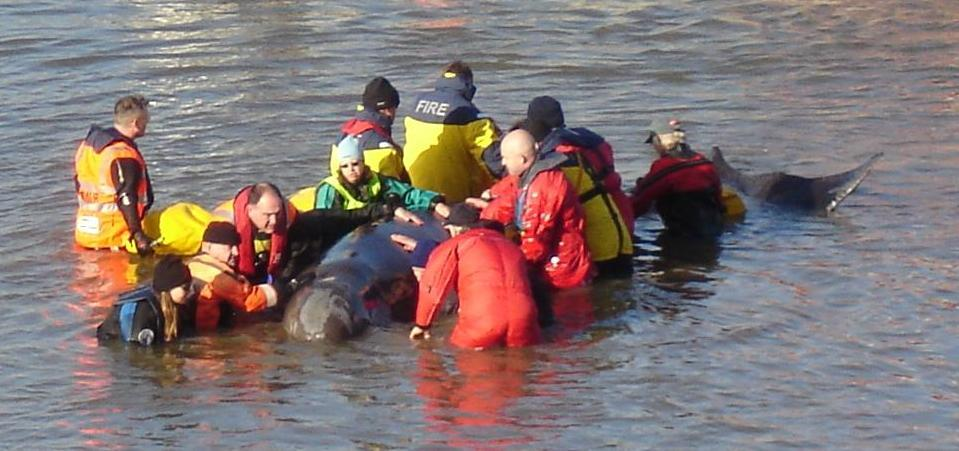
Rescat d'un zífid cap d'olla boreal trobat al riu Tàmesi al seu pas pel centre de Londres el 2006.

El zífid o zifi cap d'olla boreal, cap d'olla amb bec boreal, cap d'olla boreal, cap d'olla gran, balena amb bec boreal o balena becuda boreal (Hyperoodon ampullatus) és una espècie de zífid del gènere Hyperoodon.

## Descripció
Presenta dimorfisme sexual, ja que els mascles són fins a un 25% més grossos que les femelles: els adults fan, generalment, una talla mitjana de 6-7 metres (les femelles amb una talla màxima de 8,5 metres són més petites que els mascles, els quals poden assolir els 9,5 m) i un pes mitjà de 6,5 tones. Cos fusiforme i amb un cap caracteritzat per un voluminós meló que creix amb l'edat (es desenvolupa força, en forma de pilota, en els mascles vells). La part anterior del meló cau verticalment o, fins i tot, forma un desplom sobre un pic estret i ben marcat. La dentició es redueix a un únic parell de dents situades a l'extrem de la mandíbula inferior, les quals són de forma cònica i secció oval, i, en els mascles, sobresurten de les genives uns 3 cm (en canvi, i en el cas de les femelles, les genives recobreixen les dents). Sota la gola, es troben dos solcs formant una mena de V amb branques divergents que no s'uneixen posteriorment. Aleta dorsal poc elevada i situada a l'inici del terç posterior del cos. Aletes pectorals curtes, de forma lanceolada i, proporcionalment, més petites en les femelles que en els mascles. Aleta caudal ampla i sense escotadura mitjana. La pigmentació general del cos és gris-negra, amb una part grisa més clara a la base dels flancs i al ventre. En els individus vells, taques de color blanc groguenc es desenvolupen a l'àrea ventral, les quals, i en el cas de les femelles, les acaben per recobrir gairebé per complet. El meló pren una coloració blanquinosa en els mascles vells. Emet com una mena d'espetecs ultrasònics de gran abast i, també, sons de baixa intensitat (aquests darrers audibles per als humans). Els ultrasons que produeix s'amplifiquen en el meló i li ajuden a ecolocalitzar les seues preses, especialment en aigües fondes o tèrboles on hi ha poca penetració de la llum. Té una longevitat de 37 anys.

## Reproducció
El període d'aparellament (amb un sol mascle associant-se amb un grup de femelles durant l'època de zel) se situa, versemblantment, a la primavera i els naixements tenen lloc entre l'abril i el juny de l'any següent. La talla del nounat és de prop de 3 metres i hom creu que el període d'alletament té una durada de 6 mesos. El període de gestació té una durada de dotze mesos i les femelles mostren un interval entre part i part de dos a tres anys. Les femelles arriben a la maduresa sexual en assolir els 6,7-7 m de longitud (al voltant dels 8-14 anys), mentre que els mascles ho fan amb 7,3-7,6 m (7-9 anys).

## Alimentació
Es nodreix bàsicament de calamars (com ara Gonatus fabricii), tot i que algunes altres preses han estat observades més rarament en els continguts estomacals examinats (arengs -Clupea harrengus-, sèpies -Sepiidae-, bacallans, estrelles de mar -Asteroidea-, gambes, cogombres de mar, holotúries, etc.). Fa servir un mètode d'alimentació similar al del catxalot (Physeter catodon) mitjançant immersions profundes, les quals duren fins als 70 minuts i els 80-800 m de fondària (la màxima profunditat registrada és de 1.453 m). Realitza intervals de respiració de 10 minuts entre les diferents immersions i sovint emergeix no gaire lluny d'on va iniciar la capbussada.

## Distribució geogràfica
Es troba només a l'Atlàntic nord: les aigües fondes de la plataforma continental i a prop dels canons submarins des de les aigües àrtiques (entre Svalbard i Groenlàndia) fins a les aigües temperades situades a la latitud del golf de Biscaia i l'estret de Gibraltar a l'est, i des de Nova Anglaterra (els Estats Units) i l'illa de Baffin fins al sud de Groenlàndia a l'oest. N'hi ha registres d'encallaments a totes les costes europees (tot i que són molt rars a les costes atlàntiques franceses), a la mar Mediterrània i la mar Bàltica. No obstant això, se n'han fet albiraments en punts més meridionals de la seua àrea de distribució habitual com són Carolina del Nord, les illes Açores i Cap Verd. La subpoblació més coneguda i estudiada es troba a un gran canó submarí de Nova Escòcia (el Canadà) conegut com The Gully.

## Comportament
Realitza migracions estacionals regulars: a la primavera, es dirigeixen al nord (a llurs àrees de nutrició, de vegades fins al límit del gel flotant, i hi romanen durant tot l'estiu), mentre que a partir del setembre es traslladen cap a les zones d'hivernada situades més al sud de l'Atlàntic. Aquesta espècie es desplaça generalment en petits grups (de 2 a 20 individus), els quals poden de vegades unirse per formar concentracions més importants i lligades a la presència d'una alimentació abundant. Presenta un instint gregari ben acusat, ja que, si un individu és ferit o es troba malament, els seus congèneres de seguida l'envoltaran per protegir-lo (en el passat, això va incidir negativament sobre el zífid cap d'olla boreal, ja que, un cop balenes i rorquals van esdevenir més i més escassos a causa de l'explotació comercial que se'n feia, aquesta espècie va passar a ésser una presa fàcil per als baleners a causa d'aquest costum). Entre els cetacis, i tret del catxalot, aquesta espècie és la que presenta una millor adaptació a la immersió. Quan l'animal torna a la superfície, emergeix àmpliament el cap i una part del dors, i, alhora, emet un buf sorollós ben visible (de fins a 1,8 m d'altura). De vegades, presenta un comportament lúdic efectuant salts fora de l'aigua i acostant-se amb facilitat als vaixells.

## Estat de conservació
Aquesta és una de les poques espècies de zífids que foren caçades comercialment a gran escala en el passat (principalment, per Noruega, però també el Regne Unit, el Canadà i Dinamarca -les illes Fèroe-): hom calcula que entre la dècada del 1850 i la del 1970 foren capturats 65.000 exemplars. A hores d'ara, només les illes Fèroe continuen amb aquesta activitat a molt petita escala. Al principi, fou caçat per aprofitar el seu espermaceti i, més tard, l'animal sencer per a ésser processat com a aliment per a animals de companyia. Noruega va abandonar la caça d'aquest zífid a partir del 1973 i no ha estat pràcticament caçada durant gairebé trenta anys (llevat d'uns pocs animals capturats per les illes Fèroe -de mitjana, 2,2 exemplars per any en el període 1709-2002-). La població total del zífid cap d'olla boreal certament fou reduïda per la caça de balenes i el seu grau de recuperació és incert, ja que el nombre total d'individus minvà considerablement durant els períodes en què fou caçat. No hi ha grans pesqueries de calamar (el seu principal aliment) a l'Atlàntic nord-oriental, però el seu previsible desenvolupament podria representar-li alguna amenaça en el futur. A més, a l'igual dels altres zífids, és probable que sigui vulnerable als sons forts antropogènics (com els generats pel sonar i l'exploració sísmica). Finalment, hom creu que els efectes del canvi climàtic en el medi marí podria també afectar-li, però se'n desconeix l'abast real.

## Observacions
És, de tots els zífids, l'espècie més ben coneguda i la més investigada. Està estretament relacionada amb Hyperoodon planifrons (la qual habita els oceans de l'hemisferi sud), ja que van divergir genèticament l'una de l'altra fa pocs milers d'anys. Totes dues espècies són molt similars en l'aparença externa (encara que H. ampullatus és una mica més gros) i es poden diferenciar l'una de l'altra per la seua distribució geogràfica i les crestes maxil·lars (més planes en el cas de H. planifrons).